# Eschweilera atropetiolata
Eschweilera atropetiolata é uma espécie de lenhosa da família Lecythidaceae.
A árvore é endémica do Brasil, podendo ser encontrada no Amazonas e Rondônia em Floresta de Terra Firme.
Está ameaçada por perda de habitat.